# 航空机关枪

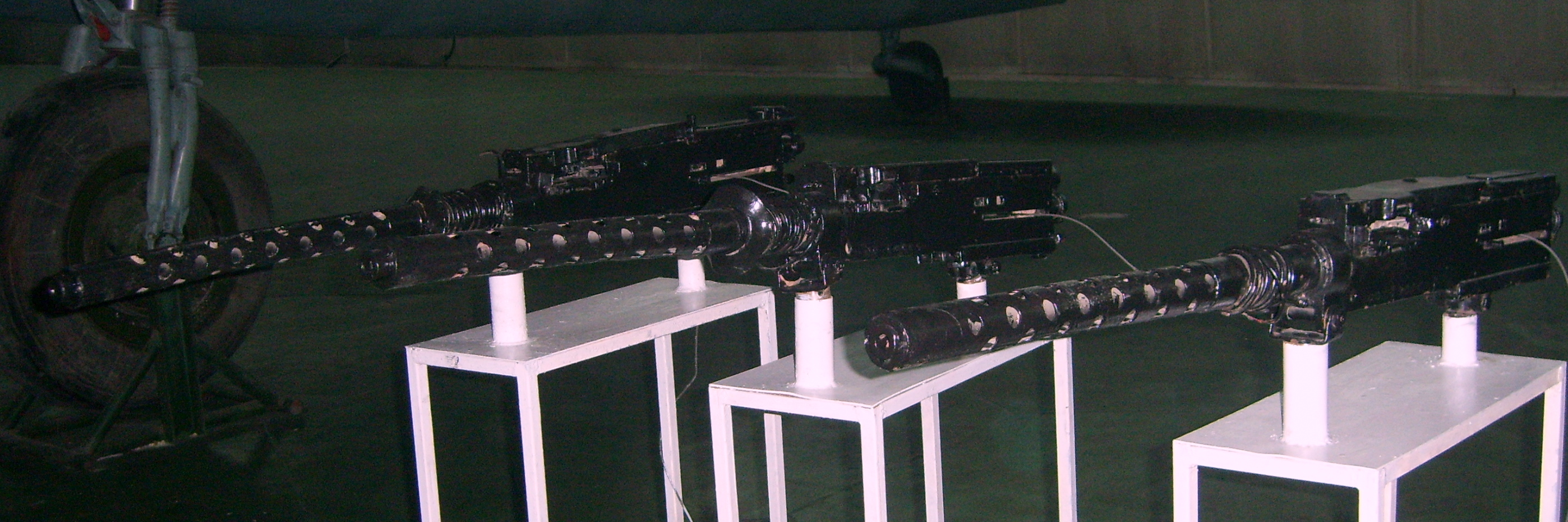
航空机枪

航空机枪是装备在飞行器上的小口径自动武器，杀伤力較小，多装备在輕型飛機或直升机上。
中华人民共和国所使用标准认为20毫米以下口径为机枪，20毫米以上口径为机炮。但各国有不同之区分标准。

## 歷史
航空機槍在第一次世界大戰期間開始安裝在各類軍用飛機上，擔任攻擊或者是自我防禦的角色。到了第二次世界大戰爆發之前，航空機槍的使用更加普遍，同時飛機上安裝的機槍數量也比過去為高。
二次世界大戰爆發前，各國使用的航空機槍的口徑與當時步槍口徑相同，如英國使用0.303英寸（7.70），德國使用7.92（0.312英寸），日本使用7.7（0.303英寸），美国使用的0.30英寸（7.62）等。由於全金屬結構逐漸取代木頭與蒙皮，使得步槍口徑的航空機槍缺乏足夠的殺傷力，各國轉而開始尋求提升火力的解決方案。有些國家改用口徑較大的機槍，譬如美國改用0.50英寸（12.7），德國改用13或15（0.512或0.591英寸）毫米的設計。其他國家則以航空機炮取代機槍，其中又以20（0.787英寸）機炮的使用最為普遍。
二戰末期攔截大型轟炸機的經驗，以及韓戰時期噴射機作戰的需要，航空機槍逐漸自戰鬥機、攻擊機與轟炸機上消失。但是基於航空機槍本身和彈藥的重量，體積較小，後座力較低的緣故，輕型飛機與直升機仍舊大量使用航空機槍。

## 安裝型態

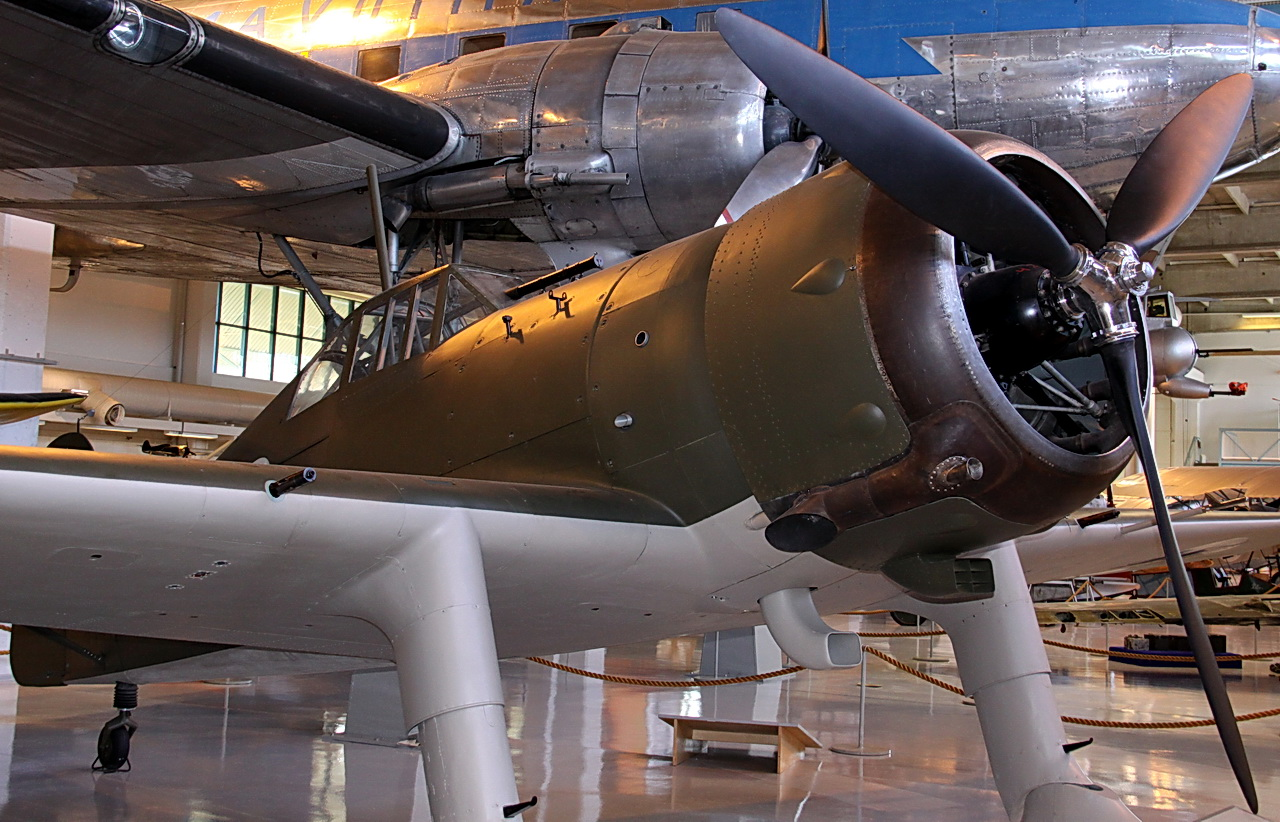
在芬蘭博物館中保存的D.XXI戰鬥機，機翼上有固定安裝的機槍

航空機槍的安裝型態可以分成兩類：固定與活動。

### 固定安裝
固定安裝是將機槍與機身或者是機翼的某個部位連接，在使用的時候槍口的方向僅能依靠飛機的飛行方向和姿態來改變。常見安裝的位置包括機翼，機頭或者是以莢艙容納機槍與彈藥，再與機身或者是機翼連接。
當航空機槍於第一次世界大戰出現在軍用飛機上時，這兩種安裝方式都被廣泛使用。其中固定安裝受限於當時飛機的結構與雙翼設計，能夠承受機槍重量與後座力的位置集中在機身或者是機翼和機身接合的地方，為了射擊時瞄準的便利，大多數的固定安裝是位於駕駛員前方的機身上，與駕駛員的瞄準線重合。這種安裝需求導致射擊斷續器的出現。另外一個需求是當機槍故障無法射擊的時候，方便飛行員排除故障。
安裝在接近機身前方，靠近發動機的位置產生一些缺點。最主要的缺點是空間不夠，使得機槍的口徑，數量以及攜帶的彈藥量都得要滿足狹小空間需要。最常見的情況是在該處安裝兩挺步槍口徑的機槍。部分這一類設計的飛機在二次世界大戰爆發時仍舊服役中，充分顯露出火力不足以及擴充空間有限的問題。
到1930年代全金屬結構與單翼機逐漸成為主流之後，固定安裝的位置也擴展到機翼上，有效解除原先的限制。然而安裝在機翼的機槍與飛行員的瞄準線平行而不交會，增加射擊上的困難，因此每一挺機槍都需要像機身的方向傾斜少許角度，使得兩邊機翼上所有機槍發射的子彈，會在機身前方的固定距離（譬如250公尺）交會，飛行員只要與目標保持在該固定距離上就得以命中。這個距離的設定需要在地面調整好，每個國家設定的距離有各自的標準。
除了口徑，數量和彈藥量以外，安裝在機翼上的另外一個優點是提高射擊速率。安裝在機身前方的機槍，子彈往往要通過螺旋槳旋轉的區域，為了不傷害到螺旋槳，射擊斷續器會限制機槍發射子彈的時機，從而限制機槍短時間內可以發射的子彈數量。當機槍安裝在螺旋槳的範圍以外，機槍的射擊速率不再受到螺旋槳轉速的限制，也就提升機槍的有效破壞力。

### 活動安裝

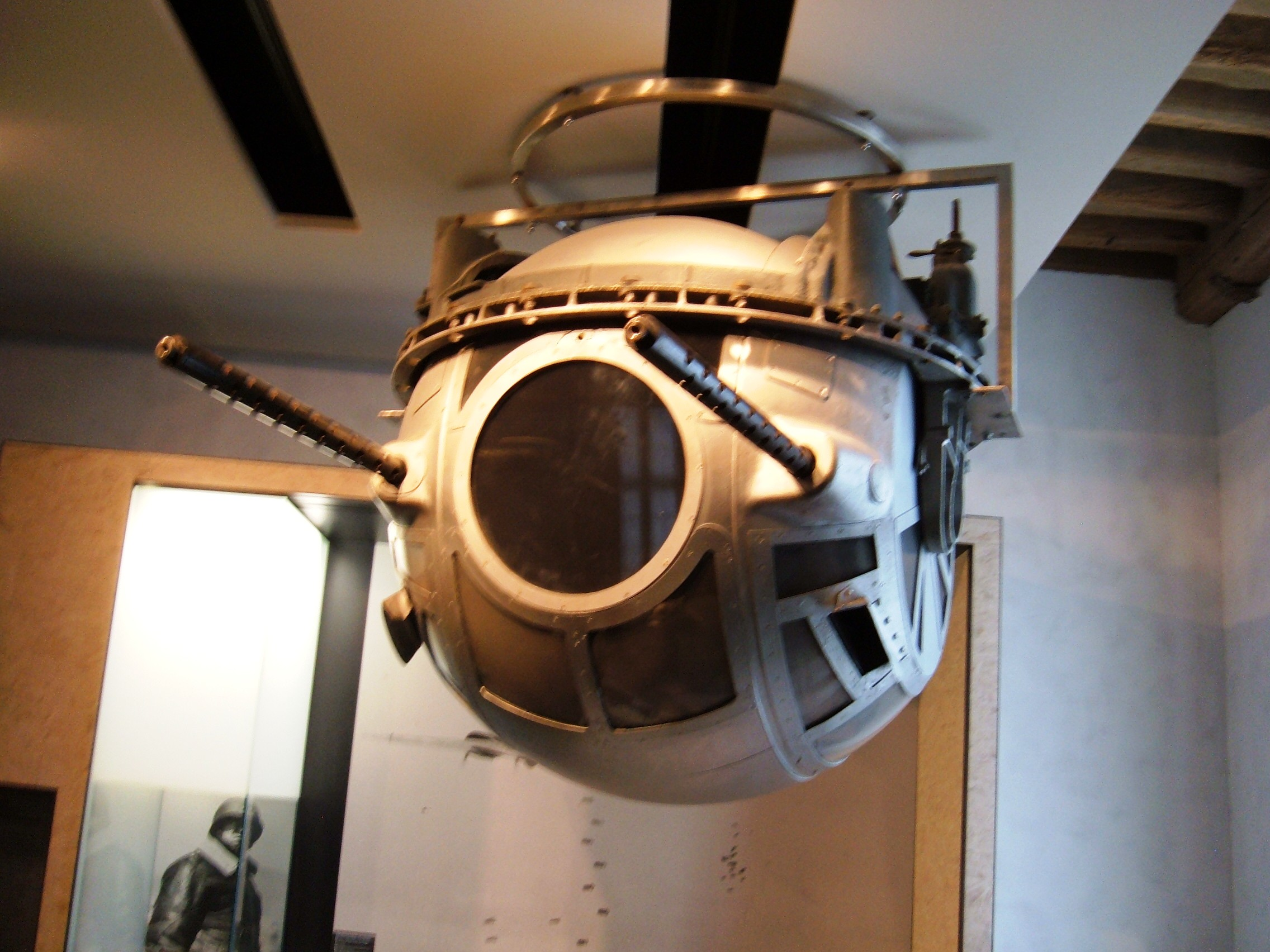
B-17轟炸機機腹的球型槍塔，是活動安裝的常見型態

活動安裝是將機槍架設在一個可以容許轉動某些角度範圍的架子上，然後設置在飛機的某個部位上，最常見的像是轟炸機上的槍塔中的機槍。活動安裝的機槍可以改變槍口的方向，不受到飛機飛行姿態的影響，因此使用彈性較高。然而要移動機槍射擊的方向，需要外部動力來源協助。常見的動力來源包括人力，電力，液壓等等。活動安裝絕大多數集中於多人座的飛機上，由飛行員以外的乘員操作與射擊這些機槍。
一次世界大戰期間，活動安裝的機槍是以簡單的迴轉槍架，以人力操作和射擊目標，通常是飛行員以外的乘員負責。許多活動安裝的機槍是拿當時陸軍配發的機槍直接安裝在飛機上，槍架也是非常簡陋的型態，操作員往往是直接暴露在外界空氣中。當飛機的速度和飛行高度隨技術的進步而提升的時候，這種設計顯示出幾項問題
1. 高速氣流與低溫空氣使得機槍手操作環境相對惡劣，降低瞄準與射擊的效率。
2. 高速氣流下產生的壓力使得旋轉機槍更加困難，面對角速率變化很大的目標時，往往無法跟上目標的變化。
3. 以人力操作一到兩挺步槍口徑的機槍已經接近極限的狀況下，使用更大口徑的機槍或者是機炮會進一步惡化射擊的效果。
4. 簡陋的設計產生的額外阻力，導致飛機性能受到限制。

為了提升活動機槍的效能，一些改良設計陸續引進到多人座的飛機上。這些改良設計包括密閉的槍/炮塔，流線型設計以降低阻力，以外部動力來源（像是電力或者是液壓）來協助轉動槍塔。

### 遙控槍塔

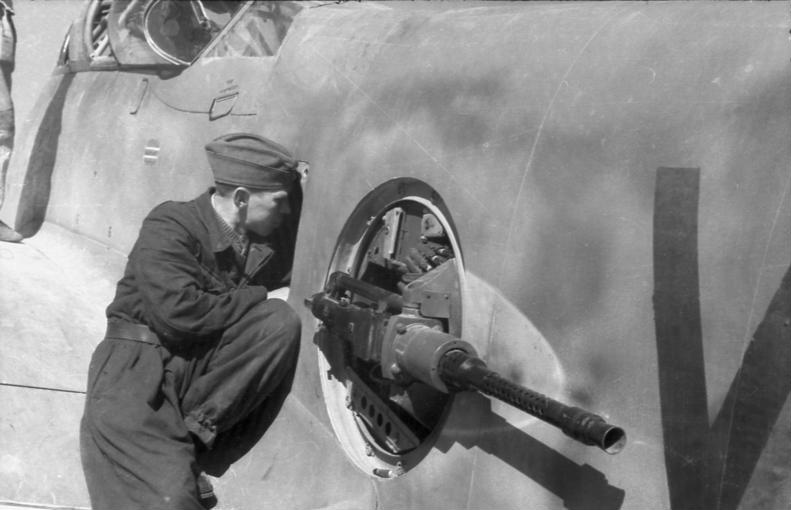
Me 210機身上裝置13毫米機槍的遙控槍塔

遙控槍塔是活動安裝的進一步的演化。二次世界大戰期間多數的槍塔都還是需要一位操作人員擔任目標瞄準，跟蹤與射擊的工作。遙控槍塔是將操作人員放置在機身內部其他位置進行同樣的工作，可是炮塔的體積和重量就可以大幅縮減，同時進一步減少阻力的影響。遙控槍塔完全需要仰賴外部動力來驅動，一旦動力來源發生故障，就無法如同人力槍塔一般繼續使用。
二戰時期比較有名的例子包括德國空軍使用的Me 210和Me 410戰鬥機，以及美國陸軍航空軍B-29轟炸機。